# Lifeboat ethics

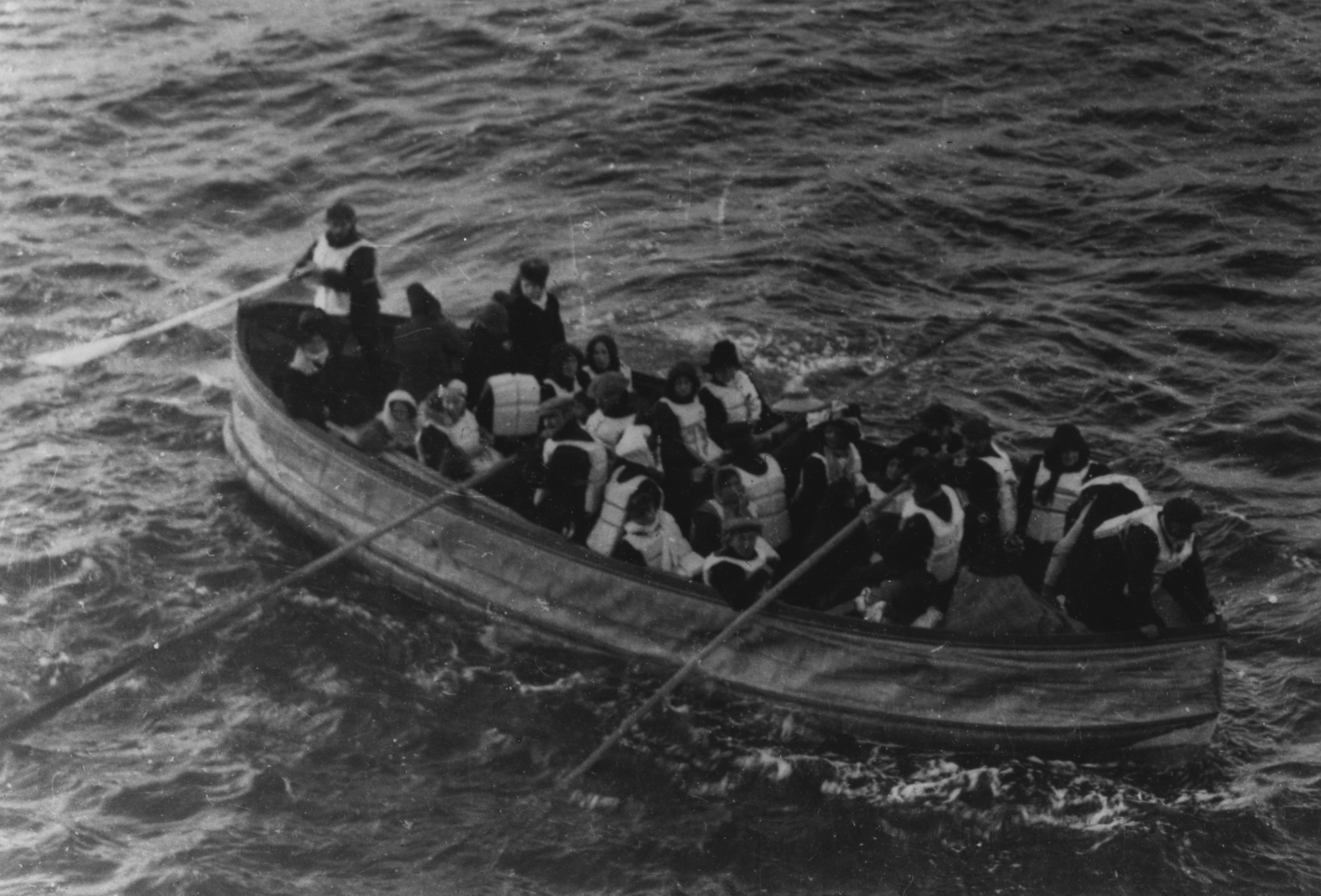
Hardin benutzt das Bild eines Rettungsbootes, um sein Argument zu untermauern.

Der Umweltwissenschaftler Garrett Hardin publizierte 1974 zwei Artikel, in denen er ein Bild zu erklären versuchte, das er Lifeboat ethics nannte. Der Term kann in etwa mit Ethik im Rettungsboot übersetzt werden. Diese Artikel schließen an seine 1968 publizierten Artikel an, die gemeinhin als „Tragik der Allmende“ bekannt sind.
Das Bild ist das Folgende: Angenommen, es gibt ein Rettungsboot im Meer, mit fünfzig Personen an Bord. Im Boot gibt es Platz für zehn weitere Personen. Im Meer um das Boot herum schwimmen etwa hundert Personen. Die ethischen Überlegungen rührten vom Dilemma her, ob, und wenn ja, welche weiteren Personen unter welchen Bedingungen aufgenommen werden sollten.
Hardin verglich diese Metapher mit dem Modell des Raumschiffs Erde zur Verteilung von Ressourcen. Er kritisierte das Modell: Das Raumschiff würde durch eine Einzelperson gelenkt, allerdings gebe es diese Situation auf der Erde nicht. Gemäß Hardin führt dies zur „Tragik der Allmende“. Das Modell des Rettungsbootes steht im Gegensatz dazu: Rettungsboote seien reiche Länder, Schwimmer arme Länder.

## Entwicklung
Die Ethik des Rettungsbootes ist eng verwandt mit Problemen der Umweltethik, Utilitarismus und dem Problem der schwindenden Ressourcen.

### Artikel zum Rettungsbootproblem
Im Jahr 1974 publizierte Hardin zwei Artikel in den Magazinen Psychology Today und BioScience. In diesen Artikeln legte er seine Ansichten zum Problem der Ethik im Rettungsboot dar. Damals glaubte Hardin, dass, ausgehend vom Bruttonationaleinkommen, etwa zwei Drittel der Weltbevölkerung sehr arm sei; das verbleibende Drittel sei reich. Er meinte dann, dass jedes reiche Land ein einigermaßen volles Rettungsboot sei, während die armen Länder in wesentlich volleren (bis überfüllten Rettungsbooten) seien. Er beschrieb Auswanderung als einen fortlaufenden Prozess: Die armen fallen aus einem Rettungsboot und verbringen einige Zeit schwimmend im Wasser, in der Hoffnung, dass eines der Rettungsboote der reichen Länder sie aufnimmt, oder dass sie auf eine andere Art von den Goodies an Bord profitieren können, bevor sie fragen, was die Personen im Rettungsboot tun sollten.
Um das Bild konkreter zu machen, fügt Hardin den Rettungsbooten eine Kapazität (60) und aktuelle Belegung (50) hinzu; er gibt auch einen Status von momentan 100 Schwimmern an. Er zeigt verschiedene Lösungsvarianten auf:
1. Alle hundert Schwimmer werden an Bord gebracht. Dies bringt das Boot zum Kentern, und alle sterben. Hardin nennt dieses Szenario „völlige Gerechtigkeit, komplette Katastrophe“.[2]
2. Zehn der hundert Schwimmer werden ausgewählt und an Bord geholt. Hardin meint, die Reduktion der Gefahr auf null müsse „früher oder später“ teuer bezahlt werden. Er fragt auch, welche zehn an Bord geholt werden sollen.[2]
3. Die dritte Lösung bestehe darin, keine Schwimmer an Bord zu lassen und dadurch das Überleben jener sicherzustellen, die bereits an Bord sind. Allerdings müssten Versuche von Schwimmern abgewehrt werden, an Bord zu gelangen.[2]

Andere Probleme, die angesprochen werden, sind:
- Wie werden jene ausgewählt, die die zehn Plätze erhalten?
- Können mehr als zehn an Bord geholt werden, ohne jene an Bord zu gefährden? Wie werden die Versuche der neunzig Schwimmer abgewehrt, ebenfalls an Bord zu gelangen?
- Ist es vertretbar, einem offensichtlich sterbenden Passagier Nahrung und Wasser vorzuenthalten, um es jenen zu geben, die eine höhere Überlebenschance haben?
- Ist es vertretbar, einen sterbenden Passagier über Bord zu werfen (im Wissen, dass er binnen Minuten sterben wird), um für einen Schwimmer Platz zu schaffen?
- Wenn es wenig Nahrung gibt:
  - Ist Kannibalismus hinnehmbar (das Verspeisen der Toten)?
  - Angenommen, dass jemand binnen ein bis zwei Tagen sicher stirbt, darf diese Person getötet werden, um Ressourcen zu schonen oder jemand anderen an Bord zu lassen?
  - Ist es zulässig, jemanden, der wie oben in einigen Tagen sterben wird, zu töten, um durch Kannibalismus die Überlebenden etliche Wochen vor dem Verhungern zu bewahren?

Der letzte Punkt bezüglich Nahrungsknappheit ist bereits vorgekommen: Ein britisches Gericht urteilte im Fall R v Dudley and Stephens, dass Notwendigkeit/Hunger keine Tötung rechtfertigt.
Hardin benutzt das Bild des Rettungsbootes, um gewisse politische Entscheidungen, wie Entwicklungszusammenarbeit, Migration und Tafeln in Frage zu stellen. Das Southern Poverty Law Center führt ihn als weißen Nationalisten, dessen Publikationen „offen rassistisch“ und „quasi-faschistisch in ihrem Ethnonationalismus“ seien.